# Taranis (geslacht)
Taranis is een geslacht van weekdieren uit de klasse van de Gastropoda (slakken).

## Soorten
- Taranis adenensis Morassi & Bonfitto, 2013
- Taranis aliena (Marwick, 1965) †
- Taranis allo (Jousseaume, 1934)
- Taranis benthicola (Dell, 1956)
- Taranis borealis Bouchet & Warén, 1980
- Taranis columbella Kilburn, 1991
- Taranis gratiosa (Suter, 1908)
- Taranis imporcata (Dell, 1962)
- Taranis inkasa Kilburn, 1991
- Taranis laevisculpta Monterosato, 1880
- Taranis leptalea (Verrill, 1884)
- Taranis mayi (Verco, 1909)
- Taranis miranda Thiele, 1925
- Taranis moerchii (Malm, 1861)
- Taranis nexilis (Hutton, 1885)
- Taranis panope Dall, 1919
- Taranis percarinata Powell, 1967
- Taranis rhytismeis (Melvill, 1910)
- Taranis spirulata (Dell, 1962)
- Taranis tanata Figueira & Absalão, 2010
- Taranis ticaonica Powell, 1967
- Taranis turritispira (E. A. Smith, 1882)